# فيصل بن عبد العزيز بن عياف
فيصل بن عبد العزيز بن محمد بن عياف، أمير سعودي، يشغل منصب أمين منطقة الرياض منذ 26 نوفمبر 2019. متخصص في تخطيط وإدارة المدن، ويحمل درجة الدكتوراه في "تخطيط وإدارة المدن والأقاليم".
يرأس الأمير فيصل بن عياف عددًا من المنظمات والشركات ومجالس الإدارة، إضافةً إلى منصبه الحالي. ويرأس أيضًا عددًا من المجالس واللجان في المملكة العربية السعودية. يملك خبرة مهنية متنوعة تتعلق بالعمران والمدن في العديد من الشركات داخل السعودية وخارجها. عمل في الهيئة الملكية لمدينة الرياض في أكثر من مشروع، وفي شركات ومكاتب معمارية في أمريكا وكندا وفرنسا، وعمل محاضرًا أكاديميًا ومعيدًا في جامعة هارفارد وجامعة الملك سعود.

## النشاة والتعليم
والده الأمير عبد العزيز بن محمد بن عياف آل مقرن مستشار خادم الحرمين الشريفين الملك سلمان بن عبدالعزيز ونائب وزير الحرس الوطني.
حصل على شهادة البكالوريوس بمرتبة الشرف من كلية العمارة والتخطيط في جامعة الملك سعود. وحصل على درجة ماجستير من جامعة كولومبيا الأمريكية في نيويورك عام 2014 في العمارة والتصميم العمراني. وحصل على ماجستير ثانٍ من جامعة هارفارد في التخطيط والإدارة الحضرية 2016. وكانت رسالته البحثية بعنوان: "بناء المدن والإدارة الحضرية: الرياض والمدن الخليجية"، وحصل على درجة الدكتوراه في "تخطيط وإدارة المدن والأقاليم" من جامعة بيركلي في كاليفورنيا عام 2023.

## الحياة المهنية
عمل في عدد من المواقع و نال العديد من الخبرات حتى صدر الآمر الملكي بتعيينه أمينًا لمنطقة الرياض في تاريخ (29/ 3 / 1441هـ)، وتعتبر أمانة الرياض من أكبر الأمانات في السعودية من ناحية الاختصاص والعمل والنطاق، فيتبع للأمانة 63 بلدية في منطقة الرياض ما بين مدن الرياض ومحافظاتها ومراكزها، وقد حرص الأمير فيصل على أن يعمل على تطوير العمل في الأمانة فقد بدأ مشروع أنسنة الرياض، في عدد من الأحياء، وكما عمل على إعادة لهيكلة الأمانة وأطلق الهيكل التشغيلي في عام 2022 لها، والذي لم يتغير لمدة طويلة.

### المنظمات والشركات
يترأس العديد من المنظمات والشركات؛ منها:
- رئيس مجلس إدارة مركز مشاريع البنية التحتية بمنطقة الرياض.[10]
- رئيس مجلس إدارة شركة ريمات الرياض للتنمية.[4]
- رئيس مجلس إدارة شركة الرياض القابضة.[11]
- رئيس مجلس إدارة شركة الرياض للتعمير.[12]
- رئيس المعهد العربي لإنماء المدن.[13][14]

### عضويات مجالس الإدارة واللجان
شغل عدداً من المناصب الإدارية في مجالس إدارة العديد من الشركات والمؤسسات، منها:
- عضو مجلس إدارة الهيئة الملكية لمدينة الرياض.[20]
- عضو مجلس منطقة الرياض.
- عضو مجلس إدارة هيئة تطوير بوابة الدرعية.[21]
- عضو مجلس إدارة شركة القدية للاستثمار.
- عضو مجلس إدارة شركة تطوير المربع الجديد.
- عضو مجلس إدارة حديقة الملك سلمان  .
- عضو مجلس إدارة مؤسسة الرياض غير الربحية.
- عضو مجلس إدارة شركة السودة للتطوير.
- عضو مجلس إدارة مؤسسة المسار الرياضي.[22]
- عضو مجلس إدارة هيئة فنون العمارة والتصاميم
- عضو مجلس إدارة شركة تطوير مطار الملك سلمان الدولي.
- عضو مجلس إدارة شركة طيران الرياض.
- عضو مجلس أمناء مؤسسة الرياض الخيرية للعلوم.
- عضو مجلس إدارة محمية طويق.
- عضو مجلس إدارة شركة الرياض القابضة للاستثمار والتطوير.
- عضو مجلس إدارة صندوق الفعاليات الاستثماري.
- عضو مجلس إدارة مركز الإقامة المميزة.
- عضو اللجنة التوجيهية لمشروع الرياض الخضراء.

المجالس واللجان في أمانة منطقة الرياض:
شغل عدداً من المناصب الإدارية بالمجالس واللجان في أمانة منطقة الرياض؛ منها:
- رئيس اللجنة التوجيهية لأمانة منطقة الرياض.
- رئيس المجلس التوجيهية لحدائق الملك عبد الله العالمية.
- رئيس المجلس التوجيهي لبرنامج وادي السلي.
- رئيس اللجنة التوجيهية لتحسين المشهد الحضري.
- رئيس اللجنة التوجيهية للرقابة البلدية.
- رئيس اللجنة الإشرافية لمشاريع الخصخصة.
- رئيس لجنة الاستدامة المالية.
- رئيس لجنة التحول الرقمي.
- رئيس لجنة التخطيط والتطوير.
- رئيس لجنة البلديات الفرعية.
- رئيس لجنة الاستراتيجية والتحول المؤسسي.

## مؤلفات ومنشورات
كتب الأمير فيصل عدداً من الكتب والأبحاث والمقالات والنشرات؛ منها:
- التمدن العملي، منظور بديل لطرق التخطيط في الرياض. وكتب مقالًا محكمًا في المجلة العالمية للدراسات الشرق أوسطية عام 2017 بعنوان "إعادة الأولوية للعامل الإنساني في بناء المدن الخليجية".
- ألَّف كتاب "نقاط تحول.. بناء المدن في الرياض والخليج"، حيث نشرته دار "تارة" للنشر عام 2017.
- نشر بحث بعنوان "مدينة في شرق أوسط قادم" في معرض كلية هارفارد للتصميم عام 2016.
- نشر "صوتيات ومرئيات من سانت لويس.. تقلبات مكانية" في معرض كلية هارفارد للتصميم عام 2016، ومقال "هروب عمراني من كثافة حضرية" في مجلة "توبوس 91" عام 2015.
- نشر "نظريات لمدينة المواعيد"، حيث كانت جزءًا من منشورات ملتقى علمي ومعرض في مؤتمر عجمان العالمي للتخطيط الحضري عام 2015. ونشر بلاتفورم ومقترح لمدينة ريفيير الجامعية في معرض وكتاب أكاديمي بكلية هارفارد للتصميم عام 2015 . ونشر تقرير استراتيجيات عمرانية لمنياتا مبادرة المدن الألفية ومختبر التصميم الحضري عام 2014، وتقرير مستقبل بديل لنيوروشيل في مختبر التصميم الحضري ومؤسسة "فو سناس" عام 2014.[6]

## روابط خارجية
- مع أمين منطقة الرياض | بودكاست سقراط